# Georgische Fußballnationalmannschaft
Die georgische Fußballnationalmannschaft (georgisch საქართველოს ეროვნული საფეხბურთო ნაკრები / Sakartvelos Erovnuli Sapexburto Nakrebi) ist die Auswahl Georgiens. Da sie UEFA-Mitglied ist, nimmt die Mannschaft an den Qualifikationen zur Europa- und Weltmeisterschaft in der UEFA-Zone teil. 2024 konnte sich Georgien erstmals für eine EM-Endrunde qualifizieren, eine Qualifikation zur Weltmeisterschaft gelang hingegen bislang nicht.

## Geschichte
Die georgische Nationalmannschaft gewann in den Jahren 1928, 1934 sowie 1935 den trans-kaukasischen Pokal und ist damit Rekordsieger.
Für die Geschichte bis 1990, siehe Fußballnationalmannschaft der UdSSR.
Der Georgische Fußballverband wurde 1990 gegründet und trat im Jahr 1992 der UEFA und der FIFA bei.
Das erste Länderspiel seit der Eigenständigkeit gab es am 27. Mai 1990 beim 2:2 gegen Litauen. Am 2. Juli 1991 gab es beim 4:2 in Moldawien den ersten Sieg. Die Spiele vor dem FIFA-Beitritt werden von der FIFA nicht als Länderspiele anerkannt.
1994 bestritt die georgische A-Nationalmannschaft im Rahmen der Qualifikation zur Fußball-Europameisterschaft 1996 ihr erstes Pflichtspiel. Es gab eine 0:1-Heimniederlage gegen Moldawien. Der erste Pflichtspielsieg war auch für längere Zeit der höchste, ein 5:0 gegen Wales im November 1994. Erst der 6:0-Sieg im August 2006 auf den Färöer übertraf dieses Ergebnis. In dieser ersten Qualifikationsrunde als unabhängige Nation belegte Georgien mit 15 Punkten den dritten Platz in einer Gruppe mit sechs Mannschaften. Die größte Überraschung dabei war ein 2:1-Erfolg gegen den WM-Vierten Bulgarien.
Dies war die bisher stärkste Qualifikationsrunde der Georgier, die aber auch schon gegen andere starke Mannschaften wie Italien, Russland, Dänemark, die Türkei oder die Ukraine punkten konnten. In der Qualifikation zur Fußball-Europameisterschaft 2008 hatte Georgien es unter anderem mit den beiden Finalisten der WM 2006 Frankreich und Italien zu tun.
Georgien hatte bereits verschiedene ausländische Nationaltrainer. Der erste war der Niederländer Johan Boskamp. 2003 folgte ihm der Kroate Ivo Šušak, 2004 der Franzose Alain Giresse. Im Februar 2006 wurde Klaus Toppmöller georgischer Nationaltrainer, der Anfang April 2008 wieder entlassen wurde. Sein Nachfolger, der Argentinier Héctor Cúper, trat nach der verpassen WM-Qualifikation 2010 von selbst als Trainer der Georgischen Fußballnationalmannschaft zurück. Seine Nachfolge trat im November 2009 Temur Kezbaia an, der das Amt bis November 2014 innehat, dann allerdings vom Verband beurlaubt wurde. Ende Dezember wurde mit dem ehemaligen Nationalspieler Kachaber Zchadadse ein neuer Trainer gefunden.

## Teilnahmen an Fußball-Weltmeisterschaften
- Bis 1990: Siehe Fußballnationalmannschaft der UdSSR
- 1994: nicht teilgenommen
- 1998 – 2022: nicht qualifiziert

## Teilnahmen an Fußball-Europameisterschaften
Georgien nahm als Teil der UdSSR bzw. der GUS an den Europameisterschaften 1960 bis 1992 teil. In der sowjetischen Nationalmannschaft spielten georgische Spieler aber keine große Rolle. Nur wenige georgische Spieler, überwiegend von Dynamo Tiflis kamen zu EM-Einsätzen: 1960 Giwi Tschocheli, Micheil Meschi und Slawa Metreweli, 1972 Rewas Dsodsuaschwili und Murtas Churzilawa, 1988 Tengis Sulakwelidse und 1992 Kachaber Zchadadse. Nach der Auflösung der Sowjetunion in mehrere selbständige Staaten nahm Georgien erstmals an der Qualifikation zur EM 1996 teil. Die beste Platzierung war dabei der dritte Platz bei der ersten Qualifikationsteilnahme und die erfolgreiche Qualifikation zur EM 2024. Nach letzten Plätzen bei den Qualifikationen 1998/99 und 2002/03 gelang es bei den letzten Vorausscheidungen, in der jeweiligen Gruppe den vorletzten Platz zu erreichen. In der Qualifikation für die Fußball-Europameisterschaft 2016 traf man in Gruppe D auf Deutschland, Irland, Schottland, Polen und Gibraltar.
| Jahr | Gastgeberland           | Teilnahme bis …    | Letzte(r) Gegner | Ergebnis | Bemerkungen und Besonderheiten |
| ---- | ----------------------- | ------------------ | ---------------- | -------- | --- |
| 1996 | England                 | nicht qualifiziert |                  |          | In der Qualifikation am späteren Europameister Deutschland und dem WM-Vierten Bulgarien gescheitert. |
| 2000 | Niederlande und Belgien | nicht qualifiziert |                  |          | In der Qualifikation an Norwegen und Slowenien gescheitert. |
| 2004 | Portugal                | nicht qualifiziert |                  |          | In der Qualifikation an der Schweiz und Russland gescheitert. |
| 2008 | Österreich und Schweiz  | nicht qualifiziert |                  |          | In der Qualifikation an den WM-Finalisten Frankreich und Italien gescheitert. |
| 2012 | Polen und Ukraine       | nicht qualifiziert |                  |          | In der Qualifikation an Griechenland und Kroatien gescheitert. |
| 2016 | Frankreich              | nicht qualifiziert |                  |          | In der Qualifikation an Deutschland, Polen und Irland gescheitert. |
| 2021 | Europa                  | nicht qualifiziert |                  |          | Über die Nations League für die Play-offs qualifiziert, wo die Mannschaft im Finale an Nordmazedonien scheiterte. In der regulären Qualifikation zunächst an der Schweiz und an Dänemark gescheitert. |
| 2024 | Deutschland             | Achtelfinale       | Spanien          | 1:4      | In der Qualifikation traf Georgien auf Norwegen, Zypern, Schottland und Spanien. Als Gruppenvierter wurde die direkte Qualifikation verpasst. In den Play-Offs traf Georgien im Halbfinale auf Luxemburg und gewann im Finale im Elfmeterschießen gegen Griechenland. In der EM-Vorrunde, nach einer Niederlage gegen die Türkei, einem Remis gegen Tschechien und einem Sieg gegen Portugal, für das Achtelfinale qualifiziert, verlor Georgien diese Achtelfinale gegen Spanien und konnte sich nicht für das Viertelfinale qualifizieren. |

## Kader
Folgende 26 Spieler wurde im Mai 2024 von Trainer Willy Sagnol in den georgischen Kader für die Europameisterschaft 2024 berufen.
Stand der Leistungsdaten: 30. Juni 2024, nach dem Spiel gegen Spanien
| Nr. | Name                     | Verein                   | Geburtstag | Spiele | Tore |
|     | Tor                      | Tor                      | Tor        | Tor    |      |
| --- | ------------------------ | ------------------------ | ---------- | ------ | ---- |
| 1   | Giorgi Loria             | FC Dinamo Tiflis         | 27.01.1986 | 078    | 0    |
| 25  | Giorgi Mamardaschwili    | FC Valencia              | 29.11.2000 | 021    | 0    |
| 12  | Luka Gugeschaschwili     | Qarabağ Ağdam            | 29.04.1999 | 01     | 0    |
|     | Abwehr                   |                          |            |        |      |
| 4   | Guram Kaschia            | ŠK Slovan Bratislava     | 04.07.1987 | 117    | 03   |
| 2   | Otar Kakabadse           | KS Cracovia              | 27.06.1995 | 065    | 0    |
| 5   | Solomon Kwirkwelia       | al-Okhdood               | 06.02.1992 | 061    | 0    |
| 3   | Lascha Dwali             | APOEL Nikosia            | 14.05.1995 | 036    | 01   |
| 24  | Jimmy Tabidse            | Panetolikos              | 18.03.1996 | 015    | 01   |
| 14  | Luka Lotschoschwili      | US Cremonese             | 29.05.1998 | 014    | 01   |
| 13  | Giorgi Gotscholeischwili | Schachtar Donezk         | 14.02.2001 | 08     | 0    |
| 15  | Giorgi Gwelessiani       | FC Persepolis            | 05.04.1991 | 03     | 0    |
|     | Mittelfeld               |                          |            |        |      |
| 26  | Gabriel Sigua            | FC Basel                 | 30.06.2005 | 02     | 0    |
| 16  | Nika Kwekweskiri         | Lech Posen               | 29.05.1992 | 061    | 0    |
| 17  | Otar Kiteischwili        | SK Sturm Graz            | 26.03.1996 | 039    | 03   |
| 23  | Saba Lobschanidse        | Atlanta United           | 18.12.1994 | 036    | 03   |
| 9   | Suriko Dawitaschwili     | Girondins Bordeaux       | 15.02.2001 | 038    | 06   |
| 10  | Giorgi Tschakwetadse     | FC Watford               | 29.08.1999 | 029    | 08   |
| 19  | Lewan Schengelia         | Panetolikos              | 27.10.1995 | 017    | 01   |
| 21  | Giorgi Zitaischwili      | FC Dinamo Batumi         | 18.11.2000 | 021    | 01   |
| 20  | Ansor Mekwabischwili     | CS Universitatea Craiova | 05.06.2001 | 017    | 0    |
| 6   | Giorgi Kotschoraschwili  | UD Levante               | 19.06.1999 | 012    | 0    |
| 18  | Sandro Altunaschwili     | Wolfsberger AC           | 19.05.1997 | 07     | 0    |
|     | Angriff                  |                          |            |        |      |
| 11  | Giorgi Kwilitaia         | APOEL Nikosia            | 01.10.1993 | 038    | 06   |
| 7   | Chwitscha Kwarazchelia   | SSC Neapel               | 12.02.2001 | 034    | 16   |
| 8   | Budu Siwsiwadse          | 1. FC Heidenheim         | 10.03.1994 | 028    | 08   |
| 22  | Georges Mikautadze       | FC Metz                  | 31.10.2000 | 29     | 13   |

## UEFA Nations League
- 2018/19: Liga D, 1. Platz mit 5 Siegen und 1 Remis
- 2020/21: Liga C, 3. Platz mit 1 Sieg, 4 Remis und 1 Niederlage
- 2022/23: Liga C, 1. Platz mit 5 Siegen und 1 Remis
- 2024/25: Liga B, 3. Platz mit 2 Sieg, 1 Remis und 3 Niederlagen, Relegation um Verbleib in Liga B gegen Armenien gewonnen

## Rekordspieler
| Rekordspieler          | Rekordspieler        | Rekordspieler | Rekordspieler |
| Spiele                 | Spieler              | Zeitraum      | Tore          |
| ---------------------- | -------------------- | ------------- | ------------- |
| 124                    | Guram Kaschia        | seit 2009     | 3             |
| 100                    | Lewan Kobiaschwili   | 1996–2011     | 12            |
| 100                    | Dschaba Kankawa      | seit 2004     | 10            |
| 92                     | Surab Chisanischwili | 1999–2015     | 1             |
| 83                     | Kacha Kaladse        | 1996–2011     | 1             |
| 78                     | Giorgi Loria         | seit 2008     | 0             |
| 73                     | Otar Kakabadse       | seit 2015     | 0             |
| 69                     | Giorgi Nemsadse      | 1992–2004     | 0             |
| 67                     | Aleksandre Iaschwili | 1996–2011     | 15            |
| 63                     | Waleri Qasaischwili  | 2014–2022     | 13            |
| 62                     | Gotscha Dschamarauli | 1994–2004     | 6             |
| 62                     | Nika Kwekweskiri     | seit 2015     | 0             |
| 62                     | Solomon Kwirkwelia   | seit 2014     | 0             |
| 61                     | Schota Arweladse     | 1992–2007     | 26            |
| (Stand: 23. März 2025) |                      |               |               |

## Rekordtorschützen
| Rekordschützen         | Rekordschützen         | Rekordschützen | Rekordschützen |
| Tore                   | Spieler                | Zeitraum       | Spiele         |
| ---------------------- | ---------------------- | -------------- | -------------- |
| 26                     | Schota Arweladse       | 1992–2007      | 61             |
| 20                     | Georges Mikautadze     | seit 2021      | 37             |
| 18                     | Chwitscha Kwarazchelia | seit 2019      | 41             |
| 17                     | Temur Kezbaia          | 1990–2003      | 52             |
| 15                     | Aleksandre Iaschwili   | 1996–2011      | 67             |
| 13                     | Tornike Okriaschwili   | 2010–2021      | 50             |
| 13                     | Waleri Qasaischwili    | 2014–2022      | 63             |
| 12                     | Giorgi Demetradse      | 1996–2007      | 56             |
| 12                     | Lewan Kobiaschwili     | 1996–2011      | 100            |
| 10                     | Giorgi Tschakwetadse   | seit 2018      | 37             |
| 10                     | Dschaba Kankawa        | 2004–2024      | 100            |
| (Stand: 23. März 2025) |                        |                |                |

## Weitere bekannte Spieler
- Micheil Qawelaschwili (1992–2002)
- Artschil Arweladse (1994–2002)
- Mate Ghwinianidse (2006–2009)

## Trainer
- Giwi Nodia (1990)
- Giga Norakidse (1991–1992)
- Aleksandre Tschiwadse (1993–1996)
- Wladimir Guzajew (1996)
- Dawit Qipiani (1997)
- Wladimir Guzajew (1998)
- Gigla Imnadse (1998)
- Wladimir Guzajew (1998–1999)
- Johan Boskamp (1999)
- Rewas Dsodsuaschwili & Dawit Qipiani (2000–2001)
- Aleksandre Tschiwadse (2001–2003)
- Ivo Šušak (2003)
- Merab Schordania (2003)
- Gotscha Tqebutschawa (2004)
- Alain Giresse (2004–2005)
- Gaios Darsadse (2005)
- Klaus Toppmöller (2006–2008)
- Petar Šegrt (2008, Interimstrainer)
- Héctor Cúper (2008–2009)
- Temur Kezbaia (2009–2014)
- Kachaber Zchadadse (2015–2016)
- Vladimír Weiss (2016–2020)
- Ramas Swanadse (2020–2021, Interimstrainer)
- Willy Sagnol (2021–)

## Spiele gegen deutschsprachige Fußballnationalmannschaften
|     | Datum             | Ort          | Heimmannschaft | Resultat | Gastmannschaft |
| --- | ----------------- | ------------ | -------------- | -------- | -------------- |
| 01. | 29. März 1995     | Tiflis       | Georgien       | 0:2      | Deutschland    |
| 02. | 6. September 1995 | Nürnberg     | Deutschland    | 4:1      | Georgien       |
| 03. | 15. August 2001   | Monnerich    | Luxemburg      | 0:3      | Georgien       |
| 04. | 8. September 2002 | Basel        | Schweiz        | 4:1      | Georgien       |
| 05. | 2. April 2003     | Tiflis       | Georgien       | 0:0      | Schweiz        |
| 06. | 7. Oktober 2006   | Rostock      | Deutschland    | 2:0      | Georgien       |
| 07. | 22. August 2007   | Luxemburg    | Luxemburg      | 0:0      | Georgien       |
| 08. | 15. August 2012   | Differdingen | Luxemburg      | 1:2      | Georgien       |
| 09. | 5. März 2014      | Tiflis       | Georgien       | 2:0      | Liechtenstein  |
| 10. | 29. März 2015     | Tiflis       | Georgien       | 0:2      | Deutschland    |
| 11. | 11. Oktober 2015  | Leipzig      | Deutschland    | 2:1      | Georgien       |
| 12. | 5. September 2016 | Tiflis       | Georgien       | 1:2      | Österreich     |
| 13. | 5. September 2017 | Wien         | Österreich     | 1:1      | Georgien       |
| 14. | 5. Juni 2018      | Luxemburg    | Luxemburg      | 1:0      | Georgien       |
| 15. | 23. März 2019     | Tiflis       | Georgien       | 0:2      | Schweiz        |
| 16. | 15. November 2019 | St. Gallen   | Schweiz        | 1:0      | Georgien       |
| 17. | 21. März 2024     | Tiflis       | Georgien       | 2:0      | Luxemburg      |